# Zombies on Broadway
Pour plus de détails, voir Fiche technique et Distribution.
Zombies on Broadway est un film américain réalisé par Gordon Douglas, sorti en 1945.

## Synopsis
(Le film est un film sans réel scénario, cela fait plus partie du milieu excentrique dans la mesure où comédie et film d'horreur sont mélangés). 
Jerry et Mike sont deux agents de presse à Broadway. Un jour, ils ont l'idée d'ouvrir un club autour des zombies, pour cela ils partent dans les Caraïbes à la recherche de ces créatures d'horreur, avec l'aide du professeur Renault (expert en zombies) et d'une belle chanteuse de cabaret, Jean La Dance. Seulement, rien ne se fait aussi facilement car très vite ils sont tous séparés et Mike est désormais zombie lui aussi.

## Fiche technique
- Titre : Zombies on Broadway
- Réalisation : Gordon Douglas
- Scénario : Robert Faber, Charles Newman, Robert E. Kent et Lawrence Kimble
- Production : Sid Rogell et Benjamin Stoloff
- Musique : Roy Webb
- Photographie : Jack MacKenzie
- Costumes : Edward Stevenson (robes)
- Montage : Philip Martin
- Pays d'origine : États-Unis
- Format : Noir et blanc - Mono
- Genre : Comédie, horreur
- Durée : 69 minutes
- Dates de sortie : 1945

## Distribution
- Wally Brown : Jerry Miles
- Alan Carney : Mike Strager
- Bela Lugosi : Dr Paul Renault
- Anne Jeffreys : Jean LaDance
- Sheldon Leonard : Ace Miller
- Ian Wolfe : Professeur Hopkins
- Louis Jean Heydt : Douglas Walker
- Joseph Vitale : Joseph

Acteurs non crédités :
- Barry Norton : Patron de boîte de nuit
- Bill Williams (non crédité) : Marin / Trafiquant